# Cárdenas (Cárdenas)
Pour les articles homonymes, voir Cárdenas.
Cárdenas est l'une des trois paroisses civiles de la municipalité de Cárdenas dans l'État de Táchira au Venezuela. Sa capitale est Táriba, chef-lieu de la municipalité.